# Catalina Sandino Moreno
Catalina Sandino Moreno (Bogotá, 19 de abril de 1981) é uma atriz colombiana. Tornou-se conhecida graças à sua atuação em María, llena eres de gracia, filme pelo qual foi indicada ao Oscar de melhor atriz em 2005.
Catalina participou do filme Eclipse, atuando como Maria.

## Filmografia
| Ano  | Título                                         | Papel                   | Nota                                |
| ---- | ---------------------------------------------- | ----------------------- | ----------------------------------- |
| 2004 | María, llena eres de gracia                    | María Álvarez           |                                     |
| 2006 | Journey to the End of the Night                | Angie                   |                                     |
| 2006 | Paris, je t'aime                               | Ana                     | (Segment "Loin du 16e")             |
| 2006 | Fast Food Nation                               | Sylvia                  |                                     |
| 2006 | The Hottest State                              | Sarah                   |                                     |
| 2007 | Heart of the Earth                             | Blanca Bosco            |                                     |
| 2007 | Love in the Time of Cholera                    | Hildebranda Sanchez     |                                     |
| 2008 | Che Part One: The Argentine                    | Aleida March de Guevara |                                     |
| 2008 | Che Part Two: Guerrilla                        | Aleida March de Guevara |                                     |
| 2010 | La Siguiente Estación                          | Eva                     | Curta-metragem, produtora executiva |
| 2010 | Eclipse                                        | Maria                   | não creditado                       |
| 2012 | For Greater Glory: The True Story of Cristiada | Adriana                 |                                     |
| 2013 | Magic Magic                                    | Barbara                 |                                     |
| 2013 | Roa                                            | María de Roa            |                                     |
| 2013 | A Stranger in Paradise                         | Jules                   |                                     |
| 2013 | Medeas                                         | Christina               |                                     |
| 2014 | At The Devil's Door                            | Leigh                   |                                     |
| 2014 | Swelter                                        | Carmen                  |                                     |
| 2015 | Castro's Daughter                              | Alina Fernández         |                                     |
| 2015 | A Most Violent Year                            |                         |                                     |
| 2017 | Incarnate                                      | Camilla                 |                                     |

## Televisão
| Ano  | Título     | Papel     | Nota        |
| ---- | ---------- | --------- | ----------- |
| 2013 | The Bridge | Alma Ruiz | 9 Episódios |